# 瘋狂灰姑娘
《瘋狂灰姑娘》（日语：マッドシンデレラ）是日本漫畫家山本小鐵子所繪製的BL漫畫，2010年起於日本大洋圖書的《Hertz》雜誌開始連載（該雜誌後來更名為《ihr Hertz》），目前尚未完結，單行本出至第三冊（日版已出第四冊），臺灣方面是由尚禾文化代理發行。

## 故事概要
日本大財團之子帝人朔一和生長在貧窮家庭的貴志良太，不但是鄰居，還是從幼稚園到國中都同校的童年玩伴。國三的冬天，朔一在留學前夕向良太求婚，接著就失去連絡，直到三年半後又突然出現在良太面前…一段王子殿下與庶民公主（？）的初戀物語就此登場！

## 角色介紹

### 日本人

#### 貴志 良太（きし りょうた）
第1話（第1冊）初登場，男性，故事的主人公，18歲，已知生日早於朔一，家中獨子，父親為園藝師，母親為看護，家境較一般家庭貧窮，連自家房屋的建地都是向隔壁的帝人家借來的。與朔一為鄰居，同時是從幼稚園到國中都同校的童年玩伴，兩家之間相隔一道綠色樹籬，但有一個隱密洞口可以互通。
15歲時突然被朔一求婚，當下受到強烈震撼，但也同時愛上朔一，之後苦等對方三年半，才在雙方家人的見證與同意之下與朔一訂婚。高中畢業後沒有繼續升學，而是在藤田學生公寓從事管理員的工作，負責各項家務，擅長烹飪，拿手料理為馬鈴薯燉肉。
個性善良且堅強可靠，外貌特徵是一雙濃眉以及大量腿毛，在一般人看來覺得極為普通，但在朔一心目中卻認為非常可愛。

#### 帝人 朔一（ていじん さくいち）
第1話（第1冊）初登場，男性，故事的主人公，18歲，生於1月1日，故名「朔一」，身高187公分，帝人家的次子，但因為大哥貴弘無心繼承家業而成為財團的繼承人，目前在家族企業的日本分公司進行視察（總部在美國）。
與良太為鄰居，同時是從幼稚園到國中都同校的童年玩伴。9歲時，因為良太代替自己被綁架，而對其抱有尊敬和仰慕的感情，後來逐漸轉變為愛戀；13歲時，私下向良太的父母坦白，被要求「不要跟良太說喜歡他，如果這樣良太也喜歡你，那我們就不反對」；15歲時，由於擔心之後出國留學的時間過久，為以防萬一，於是私自違反約定，直接向良太求婚，並於留學歸國之後獲得良太同意，兩人現為訂婚關係。
高中起到美國留學接受英才教育，為求能早點歸國，故打破學校慣例而不斷跳級－兩年唸完高中，一年半便從哥倫比亞大學畢業，通日語、英語和法語。原本是個穿著正式、溫文儒雅的美少年，但在某次遭人挑釁是處男之後，性情大變，在課業之餘滿腦子只有良太，不再注重服裝打扮，同時開始著迷於他認為與良太長相相似的動漫人物－MIMI，也曾為了轉移對良太的思念之情而練習空手道，並在很短時間內就得到全美大賽第四名的成績。

#### 藤田 妙子（ふじた たえこ）
第1話（第1冊）初登場，女性，藤田學生公寓的房東，良太的雇主，喜歡年輕帥哥，為了召集附近K大的帥哥而出租公寓房間，但實際上一直都沒有她心目中理想的帥哥入住。

#### 帝人 貴弘（ていじん たかひろ）
第5話（第2冊）初登場，男性，25-26歲，朔一的哥哥，帝人家的長子。體型圓胖，但天賦與智慧過人，甚至遠超過朔一，卻因為嫌麻煩而沒有取得博士學歷。天生性格惡劣，嘴巴歹毒，從小就以作弄朔一為樂，並時常以「廢物」、「腦殘」稱呼朔一（原因是8歲時的朔一不准哥哥以良太專用的「朔」稱呼他），但兄弟之間的關係並沒有特別差。自從得知朔一與良太一直未能發生關係開始，就不斷從中阻撓。
現居於美國麻塞諸塞州劍橋市（在紐約亦有住處），並在哈佛大學擔任教師，從事自己感興趣的研究，經常為研究購買大量高價的研究儀器，因此被父母限制只能使用有金額上限的信用卡。目前與凱文交往中，但僅把對方當成是「便利屋」，而不承認是戀人。
第21話起出任家族旗下企業「帝人化工」劍橋研究所所長，在看過倉田良司於大學時代的筆記後，堅持僱用其做為美國與日本事務的聯絡人。

#### 伊莉莎白 三浦（エリザベス みうら）
第10話（第3冊）初登場，暱稱為「Liz」，女性，是朔一在美國留學時，負責監督與照顧其生活的人，目前擔任朔一的第一秘書，常為帝人家兩位少爺不按牌理出牌的個性而感到傷腦筋。

#### 倉田 良司（くらた りょうじ）
第18話（第4冊）初登場，24歲，長相俊美、聲音溫柔，同時會做飯，最擅長的料理是薑燒豬肉，但這些長處卻因為亂髮、駝背與厚重的眼鏡而未能展現。
非常喜歡書，每一本都捨不得丟掉，專攻有機化學反應，20歲時曾參與帝人化工的面試，但在第一回合面試就被刷掉，自認是痛苦的回憶，受到不小打擊。後就讀K大研究所，因為過分專注於研究，逃避尋找工作，遭父母中斷經濟支援而被迫退學，最終錄取為藤田學生公寓的管理人，預計接替良太的工作，但同時也被帝人貴弘看上，想將其納為部下。

### 外國人

#### 喬斯（Joce）
第2話（第1冊）初登場，全名喬斯林‧里瑟拉茲（Jocelyn Lizarazu），法國人，男性，20歲，美國哥倫比亞大學三年級學生。金髮碧眼，視朔一為偶像，與朔一為大學時代的朋友和室友，兩人獨處時均以法語交談。

#### 凱文（Kevin）
第13話（第3冊）初登場，30歲，全名凱文‧加德納（Kevin Gardner），美國人，男性，長相帥氣的警察，在貴弘的研究室遭竊時，前往搜查而認識，喜歡胖子，目前與貴弘交往中，大方地在職場出櫃，但被認為「挑對象的眼光差透了」。

## 補充
- 本書的一項特色是主角貴志良太和帝人朔一始終因為某些因素而無法發生關係。

| 話別   | 發生地點         | 發生地點 | 失敗原因                                       |
| ------ | ---------------- | -------- | ---------------------------------------------- |
| 第2話  | 藤田學生公寓     | 朔一房間 | 牆壁太薄，遭公寓眾人竊聽                       |
| 第3話  | 帝人家（日本）   | 朔一房間 | 朔一完事後陷入昏睡                             |
| 第5話  | 旅館（日本）     | 客房     | 被哥哥（帝人貴弘）打斷                         |
| 第8話  | 帝人家（日本）   | 朔一房間 | 被哥哥（帝人貴弘）打斷                         |
| 第9話  | 藤田學生公寓     | 朔一房間 | 被哥哥（帝人貴弘）打斷                         |
| 第12話 | 藤田學生公寓     | 良太房間 | 牆壁太薄，加上朔一強迫，導致良太反抗並逃回家中 |
| 第15話 | 帝人家（美國）   | 朔一房間 | 朔一過於興奮而早洩                             |
| 第16話 | 旅館（法國尼斯） | 客房     | 成功                                           |

- 在已發行的三冊封面中，朔一都穿黑色西裝，良太都穿圍裙（第一冊橘色、第二冊綠色、第三冊紅色），且良太圍裙的顏色均與書名（マッドシンデレラ）的顏色相同。

## 上市資訊
| 冊別  | 日版上市日期 | 臺版上市日期 | 訂價 | ISBN          | 收錄內容                                                                             |
| ----- | ------------ | ------------ | ---- | ------------- | ------------------------------------------------------------------------------------ |
| 第1冊 | 2011.02.14   | 2012.07.24   | $120 | 4711436578327 | 〈瘋狂灰姑娘〉第1-3話 〈關於王子殿下〉                                               |
| 第2冊 | 2012.02.14   | 2012.07.24   | $120 | 4711436578334 | 〈瘋狂灰姑娘〉第4-8話 〈苦悶之夜〉                                                   |
| 第3冊 | 2013.04.27   | 2014.05.15   | $130 | 4715302691776 | 〈瘋狂灰姑娘〉第9-14話 〈LOVELOVE PUNIPUNI NIGHT〉 〈我的眼中只有你〉 〈苦悶之夜２〉 |
| 第4冊 | 2014.02.14   |              |      |               |                                                                                      |

## 備註
1. ↑  「朔」為朔日，即初一；「一」即一月，朔一的生日理論上應為農曆的正月初一，但日本在1872年推行太陽曆（新曆）之後，其「春節」實際上相當於中國的「元旦」，由此可知，朔一的生日實為國曆的一月一日。
2. ↑   註:

## 外部連結
- （日語）大洋圖書
- （日語）《瘋狂灰姑娘》第四冊發行紀念特集 （页面存档备份，存于）